# Lumbrineris cavifrons
Lumbrineris cavifrons är en ringmaskart som beskrevs av Grube 1866. Lumbrineris cavifrons ingår i släktet Lumbrineris och familjen Lumbrineridae. Inga underarter finns listade i Catalogue of Life.